# Diddy Kong Racing
Diddy Kong Racing — гоночная компьютерная игра, разработанная и изданная компанией Rare на игровой приставке Nintendo 64. Игра была издана в Японии и Европе 21 ноября 1997 года, и 24 ноября — в Северной Америке. Действие игры происходит на «Острове Тимбера» (англ. Timber's Island), и рассказывает о том, как Дидди Конг и его друзья соревнуются в гонках с антагонистом игры, межгалактической свиньёй-волшебником, Визпигом (англ. Wizpig). Игрок во время игры может выбрать любого из представленных персонажей. Diddy Kong Racing включает пять миров с четырьмя гоночными трассами каждая, и позволяет управлять либо машиной, либо судном на воздушной подушке, либо самолётом.
Разработка игры началась после выхода Killer Instinct 2, и на ранних этапах планировалось что это должна была быть стратегия в реальном времени под названием Wild Cartoon Kingdom. Со временем разработки игра перешла на тематику гоночной игры, вдохновленной «Диснейуорлдом», а потом преобразовалась в проект с названием Pro-Am 64, на который компания Nintendo не имела влияния. Из-за задержки разработки Banjo-Kazooie, в Rare решили что им нужен более сильный бренд чтобы привлечь более широкую аудиторию к игре, которая была запланирована к выходу перед Рождеством 1997 года, и в результате было решено связать игру с Дидди Конгом, персонажем серии Donkey Kong.
Diddy Kong Racing получила положительные отзывы при выходе. Критики хвалили графику, звук и игровой процесс, однако отмечали её повторяемость. Игра продалась количеством 4,8 миллионов экземпляров с момента своего издания, и стала одним из бестселлеров приставки Nintendo 64. В разработке было продолжение игры, под названием Donkey Kong Racing, для приставки GameCube, однако оно было отменёно после того как Nintendo отказалась выкупить оставшийся пакет акций Rare. В 2007 году был выпущен ремейк игры для Nintendo DS, под названием Diddy Kong Racing DS.

## Игровой процесс

На данном скриншоте Дидди Конг едет на автомобиле по береговой трассе. Интерфейс показывает текущую позицию игрока, количество кругов, бананов, время и карту трассы.

Игроки в Diddy Kong Racing могут выбирать одного из восьми персонажей, которые имеют доступ к тремя различным средствам передвижения: автомобилю, судну на воздушной подушке и самолёту. Автомобиль универсален, однако на воде и песке он является самым медленным из средств передвижения. Судно на воздушной подушке предназначено как для песка, так и для воды, однако ему не хватает ни ускорения ни маневренности. Самолёту доступны воздушные зоны; он хорош при разгоне и маневрировании, однако является самым медленным из трех типов.
Каждая гоночная трасса имеет набор ускорителей, названных «молниями» (англ. zippers), которые временно ускоряют игрока, а также содержит разноцветные восстанавливающиеся воздушные шарики, которые предоставляют различные бонусы. Воздушные шарики бывают пяти различных типов: красные, синие, зелёные, желтые и радужные. Красные шарики дают ракеты, с помощью которых можно атаковать гонщиков впереди, голубые дают ускорение, желтые накрывают игрока щитом, защищающим от атак, зелёные дают ловушки, которые можно раскидывать по трассе для замедления остальных гонщиков, а радужные дают магнит, притягивающий игрока к другому ближайшему гонщику. Если взяты несколько шариков одного цвета, то бонус улучшается к более мощной версии. Для каждого типа шарика доступны два уровня улучшения. Кроме этого, на трассах разложены невосстанавливающиеся бананы, которые немного увеличивают скорость игрока, когда он подбирает их. Один игрок может собрать максимум из десяти бананов, однако он может собирать оставшиеся с целью недопущения их сбора другими. Если гонщик получает попадание по себе, то он лишается двух бананов.
В «режиме приключения» (англ. Adventure Mode) игрок выбирает гонщика, которым продвигается по дальнейшей истории. Игроки начинают на «Острове Тимбера» (англ. Tibmer's Island), который состоит из пяти соединённых друг с другом миров: «Владения Динозавров» (англ. Dino Domain), «Гора Снежинок» (англ. Snowflake Mountain), «Остров Шербетов» (англ. Sherbet Island), «Лес Драконов» (англ. Dragon Forest) и «Будущая Земля Веселья» (англ. Future Fun Land). Каждый мир содержит четыре гоночные трассы, открываемый этап для битв, гонку с боссом, и турнир на трофей по всем четырём трассам. В зависмости от трассы, игрок может выбрать или машину, или судно на воздушной подушке, или самолёт; при этом на некоторых трассах выбор ограничён. Каждая трасса содержит ускорители и шарики различных цетов. Победа в гонке награждается одним золотым воздушным шариком, и когда игрок собирает все золотые шары и выигрывает гонку с боссом, то он награждается одной частью амулета Визпига. В случае сбора всех фрагментов амулета, игроку открывается гонка с Визпигом. В случае победы над ним, становится доступным для игры персонаж Драмстик, и открывается «Будущая Земля Веселья». В «Будущей Земле Веселья» также содержатся четыре трассы и вторая гонка с Визпигом, и в случае победы над ним там, открывается второй игровой режим, «Приключение 2» (англ. Adventure 2). В этом режиме все шары меняют цвет на платиновый, и все трассы отражены слева направо. Также в игре имеются четыре боевых режима, которые состоят из двух deathmatch этапов, битвы в стиле «захват флага», и режима в котором игроки захватывают яйца.

## Сюжет
Родители Тигра Тимбера отправились в отпуск и оставили остров на попечение своего сына, и он и его друзья организовали гонку. Их веселье прервано прибытием злого межгалактического свинтуса-волшебника по имени Визпиг, который решил захватить остров после захвата гоночных трасс на его собственной планете. Он превращает четырёх стражей острова — трицератопса Трики, осьминога Бабблера, моржа Блюи и дракона Смоки — в своих помощников. Единственным решением для обитателей острова остается победа над Визпигом в серии гонок на машинах, судах на воздушной подушке и самолётах. Лучший гонщик острова, петух Драмстик, провалил испытание и был превращён в лягушку магией Визпига.
Тимбер собирает команду из восьми гонщиков: Дидди Конг, белка Конкер, медведь Банджо, кремлинг Кранч, черепаха Типтуп, Т. Т., мышь Пипси и барсук Бампер. С помощью Таджа, джинна в виде слона, обитающего на острове, они проходят все задачи от Визпига и в итоге соревнуются с ним самим в гонке и побеждают его. После этого Драмстик превращён назад в петуха, и Визпиг отбывает на свою планету, «Будущую Землю Веселья». Беспокоясь о том, что Визпиг может снова попытаться захватить остров Тимбера, островитяне отправляются на Землю Веселья для второго соревнования. Когда Визпиг проигрывает во второй гонке, ракета на которой он ехал, ломается и запускает его на луну. Однако, последующий ролик показывает космический корабль Визпига неповреждённым.

## Разработка
Nintendo нравилось что мы выбрали Дидди Конга а не Донки Конга; я думаю, это из-за того что мы пытались опереться на то, что Дидди был наш, а Данки Конг – их
Разработка игры началась после издания Killer Instinct 2, когда команда разделилась на две, одна начала разрабатывать Killer Instinct Gold для Nintendo 64, а другая — гоночную игру для неё же. На начальных этапах разработки планировалась что игра будет стратегией в реальном времени в тематике путешествия во времени с пещерными людьми, и над ней работала команда из четырёх работников Rare — Крис Стампер, Ли Масгрейв, Роб Харрисон и Ли Шунман. На дальнейших этапах разработки на игру повлияло вдохновение от «Диснейуорлда», и она эволюционировала в приключенческую игру под названием Wild Cartoon Kingdom, на которую Nintendo не имела влияния. В июне 1997 года игра изменилась на Pro-Am 64, продолжение гоночной игры R.C. Pro-Am для игровой приставки NES. По словам Шунман, в Pro-Am 64 предполагалось управление трёхколесными трайками, в отличие от радиоуправляемых машинок.
Из-за того что Banjo-Kazooie была отложена до лета 1998 года, команда желала выпустить игру класса AAA вовремя к Рождеству 1997 года. В Rare сочли, что бренда Pro-Am 64 не хватит для привлечения внимания покупателей, и в итоге изменили проект чтобы использовать Дидди Конга. Согласно Масгрейву, решение выбрать Дидди Конга, а не Донки Конга, было основано на их собственном выборе, который был одобрен Nintendo. После изменения бренда команда адаптировала внешний вид игры и коробку к дальнейшему изданию. Масгрейв рассказал, что главной целью разработки было желание добиться того, чтобы игра «бегала так же быстро» как Mario Kart 64, что было довольно сложным, поскольку Mario Kart 64 использовала спрайты для персонажей, а Diddy Kong Racing — полностью трехмерные модели. Масгрейв позднее связал успех проекта с малым размером команды, в которой над проектом работало 14 участников. В октябрьском интервью 2012 года, Масгрейв отметил что тигр Тимбер мог стать главным персонажем Pro-Am 64, если бы они не изменили бренд игры на Diddy Kong Racing. Два персонажа, участвовавшие в Diddy Kong Racing, медведь Банджо и белка Конкер, позднее получили свои игры, Banjo-Kazooie и Conker’s Bad Fur Day.
Музыка к игре была написана Дэвидом Уайзом. Саундтрек впервые был издан 1 апреля 1998 года в Японии, и содержал 42 трека, а немецкая версия альбома была издана в Европе с тем же количеством треков. В версии, изданной в США, были использованы только 16 треков. Сам диск был сделан в форме головы Дидди, и не воспроизводился в некоторых вариантах CD-проигрывателей.

## Оценки
| Сводный рейтинг       | Сводный рейтинг | Сводный рейтинг |
| Издание               | Оценка          | Оценка          |
| Издание               | DS              | N64             |
| --------------------- | --------------- | --------------- |
| GameRankings          | 66,76 %         | 88,65 %         |
| Metacritic            | 63/100          | 88/100          |
| Иноязычные издания    |                 |                 |
| Издание               | Оценка          | Оценка          |
| Издание               | DS              | N64             |
| AllGame               | N/A             | [ 19 ]          |
| Edge                  | N/A             | 9 из 10         |
| GameSpot              | N/A             | 6,6 из 10       |
| IGN                   | N/A             | 8,4 из 10       |
| Nintendo Life         | N/A             | 8 из 10         |
| Русскоязычные издания |                 |                 |
| Издание               | Оценка          | Оценка          |
| Издание               | DS              | N64             |
| «Страна игр»          | N/A             | 9 из 10         |

Игра получила положительные отзывы после своего выхода. Версия для Nintendo 64 собрала среднюю оценку в 88 % и на GameRankings, и на Metacritic, в то время как ремейк для Nintendo DS получил более низкие оценки в 66 % на GameRankings и 63 % на Metacritic. Diddy Kong Racing продалась количеством в 4,5 миллионов экземпляров по всему миру, что включает в себя 3,78 миллионов, проданных в Северной Америке и PAL регионах, и 653 928 экземпляров в Японии.
Больше всего критики хвалили графику и геймплей игры. Скотт Макколл из AllGame утверждал что Rare доказала, что она была «единственным разработчиком», в играх которой не было тумана на дистанции. Однако Макколл признал, что единственным недостатоком графики было «чрезмерное» количество отсечения, хоть он и отметил что это не «невыносимо». Джефф Герстманн из GameSpot заявил, на игру было одно «удовольствием смотреть» и похвалил детализацию трасс. Дуг Перри из IGN возвеличил визуальные эффекты как самые «впечатляющие», и похвалил способность Rare к освоению динамической анимации, и то что она позволила полигонам охватывать большие поверхности без потери частоты кадров. Кроме того, Перри заявил, что технических достижений игры было достаточно, чтобы оставить «даже самого критического японского геймера [смотреть] с улыбающимися глазами». В ретроспективном обзоре Эндрю Дональдсон из Nintendo Life заявил, что игра была «невероятно яркой» визуально и «увлекательной» для игры из ранней эры Nintendo 64.
МакКолл похвалил весь звук в игре, включая голосовое озвучивание и саундтрек; он отметил музыку как «интересной» и «подходящей» для гоночных треков игры, и также счёл что она превосходит музыку в Mario Kart 64. Хотя Герстманн считал, что игровой процесс похож на Mario Kart 64 и временами «повторяется», он похвалил разнообразие транспортных средств и динамику игры, в том числе использование судов на воздушной подушке на водных трассах и полеты на самолётах. Edge похвалил приключенческий сюжет и прогрессию по нему, заявив, что однопользовательский режим игры — «все, чем должен был быть Mario Kart 64». Перри считал, что голоса персонажей в игре были «трогательными» и «смешными», а также заявил, что музыка в каждом мире была «очаровательной» и «динамичной». Дональдсон раскритиковал представление игры как слишком «приятное», особенно в плане голосов персонажей. Тем не менее, он похвалил «оптимистичный» и «запоминающийся» саундтрек, сказав, что у каждого трека есть своя уникальная мелодия, соответствующая отдельной среде.
Diddy Kong Racing в 1998 году выиграла награду «лучшая приставочная гоночная игра года» от Академии интерактивных искусств и наук, обойдя Mario Kart 64, Moto Racer и NASCAR 98.

## Наследие

### Сиквелы
После издания Diddy Kong Racing, компания Rare начала разработку сиквела для приставки GameCube под названием Donkey Kong Racing, в котором главным персонажем должен был быть Донки Конг. На E3 2001 был проведён анонс игры с роликом, который пародировал сцену из кинофильма «Звёздные войны. Эпизод VI: Возвращение джедая». По словам Ли Масгрейв, в игре была уникальная игровая механика с тем, что игроки гнались на животных а не на автомобилях, и во время гонки можно было переключаться между животными — большие животные могли разрушать препятствия, в то время как маленькие были более маневрёнными. Разработка Donkey Kong Racing была отменёна после того как Nintendo отказалась купить оставшийся 51 процент акций в Rare, и компания позднее в 2002 году была выкуплена Microsoft за 375 миллионов фунтов.
После отмены Donkey Kong Racing, Rare создала прототип для GameCube, который был развит в приключенческую игру, схожую с ранним проектом Diddy Kong Racing. Масгрейв отметил, что концепт был «построен с нуля», и в один из моментов содержал ограниченную многопользовательскую версию. Неназванный концепт был в разработке более 18 месяцев, и развился из гоночной игры, ориентированной на животных, в игру с открытым миром с возможностями из «Тамагочи», и в которой взращивание животных было «ключевой механикой». В это время оригинальный концепт Donkey Kong Racing был переработан в игру Sabreman Stampede, которая в итоге была отменёна.
Кроме Donkey Kong Racing, планировался другой сиквел, под названием Diddy Kong Pilot, для Game Boy Advance. Изначально игра была анонсирована совместно с Donkey Kong Racing на E3 2001, но позднее была преобразована в Banjo-Pilot после того как Microsoft приобрела Rare. На момент анонса, игра содержала возможность управления транспортом с помощью наклона устройства, и как минимум пять доступных гоночных трасс.

### Ремейк
Diddy Kong Racing была переиздана на Nintendo DS под названием Diddy Kong Racing DS. Разработанная Rare и изданная Nintendo, она была издана 5 февраля 2007 года в Северной Америке и 20 апреля 2007 в Европе. Эта версия содержала улучшенную графику и частоту кадров по сравнению с версией для Nintendo 64, и имела возможность управления с сенсорного экрана. Версия для DS также имела новые режимы, которые позволяли игроку создавать свои трассы, изменять своих персонажей путем записи голоса, и многопользовательский режим. Игра была встречена со смешанными отзывами, критики отмечали что новые дополнения «неуместные», а управление с тачскрина «ужасающе чувствительно».